# Blue to blue
『blue to blue』（ブルー・トゥ・ブルー）は、1995年10月30日にEpic/Sony Recordsから発売された久宝留理子の7作目のスタジオ・アルバム。規格品番はESCB-1694。

## 概要
前作『COLORS』より1年ぶりのリリースとなる。シングル「プライド」「コンクリートジャングル」とそのカップリング曲を収録。本作では初めて久宝自身が全曲の作詞を手掛けている（うち1曲は作詞・作曲とも）。
CDの初回生産分のみ三方背BOX仕様。MDも同時発売された。
オリコン・アルバムチャートでは4位を獲得した。
ジャケットで久宝が手にしているギターは、1958年製造のレスポール・ジュニア。最近はライブで使用することはなくなったが、現在も大切にしているという。
このアルバムのリリース後、同タイトルのコンサートツアー「Ruriko Kuboh Concert Tour '95-'96 ″blue to blue″」が開催された。
なお、タイトルの「blue to blue」は久宝のオフィシャルファンクラブの名称としても使用されている。

## 収録曲
| 全作詞: 久宝留理子。 |                                  |            |            |          |      |
| #                    | タイトル                         | 作詞       | 作曲       | 編曲     | 時間 |
| 1.                   | 「コンクリートジャングル」       | 久宝留理子 | 白石紗澄季 | 松本晃彦 | 4:11 |
| 2.                   | 「プライド」                     | 久宝留理子 | 井上慎二郎 | 松本晃彦 | 4:22 |
| 3.                   | 「情けなくって」                 | 久宝留理子 | 伊秩弘将   | 青木庸和 | 5:21 |
| 4.                   | 「倦怠期」                       | 久宝留理子 | 白石紗澄季 | 松本晃彦 | 4:23 |
| 5.                   | 「雨が止んだら」                 | 久宝留理子 | 桑村達人   | 青木庸和 | 5:16 |
| 6.                   | 「北へ」                         | 久宝留理子 | 松尾清憲   | 有賀啓雄 | 5:06 |
| 7.                   | 「Wedding dance」                | 久宝留理子 | 松尾清憲   | 有賀啓雄 | 4:51 |
| 8.                   | 「泣くだけ泣いたらおやすみ」     | 久宝留理子 | 羽田一郎   | 松本晃彦 | 4:14 |
| 9.                   | 「あした元気になぁれ」           | 久宝留理子 | 久宝留理子 | 松本晃彦 | 5:21 |
| 10.                  | 「blue to blue〜青空に祈って〜」 | 久宝留理子 | 桑村達人   | 松本晃彦 | 6:12 |
| 合計時間:            | 合計時間:                        | 合計時間:  | 合計時間:  | 49:17    |      |

### 参加ミュージシャン
| コンクリートジャングル - Keyboards：松本晃彦 - Guitars：鈴川真樹 - Synthesizer Operation：森下晃 - Background Vocal＆Chorus：久宝留理子 プライド - E.Bass：美久月千晴 - Keyboards：松本晃彦 - Guitars：鈴川真樹 - Synthesizer Operation：森下晃 - Background Vocal＆Chorus：久宝留理子 情けなくって - E.Bass：Lee Sklar - Guitars：Tim Pierce - Keyboards：青木庸和 - A.Piano＆Organ：Alan Pasana - T.Sax：春名正治 - Chorus：藤原美穂（from Pas de chat）・久宝留理子 倦怠期 - Keyboards：松本晃彦 - Guitars：鈴川真樹 - A.Sax：本田雅人 - Synthesizer Operation：森下晃 - Background Vocal＆Chorus：久宝留理子 雨が止んだら - Synthesizer Operation＆Keyboards：青木庸和 - Drums：Russ Kunkel - E.Bass：Lee Sklar - Guitars：Tim Pierce - A.Piano：Alan Pasana 北へ - Drums：江口信夫 - E.Bass：有賀啓雄 - Guitars：浅野祥之 - Keyboards：柴田俊文 - Synthesizer Operation：橋本茂昭 - Mandolin：渡辺等 - Strings Arranged：大谷和夫 - Strings：篠崎正嗣グループ | Wedding dance - Drums：江口信夫 - E.Bass：有賀啓雄 - Guitars：浅野祥之 - Keyboards：柴田俊文 - Synthesizer Operation：橋本茂昭 - Trumpet：荒木敏男、林研一郎 - Trombone：清岡太郎 - Sax：山本拓夫 - Chorus：有賀啓雄・久宝留理子 泣くだけ泣いたらおやすみ - Guitars：山岸潤史・鈴川真樹 - Keyboards：松本晃彦 - Synthesizer Operation：森下晃 - Trumpet：小林正弘 - Trombone：清岡太郎 - Sax：本田雅人 - Background Vocal＆Chorus：久宝留理子 あした元気になぁれ - Keyboards：松本晃彦 - Guitars：鈴川真樹 - Synthesizer Operation：森下晃 - Background Vocal＆Chorus：久宝留理子 blue to blue 〜青空に祈って〜 - Drums：青山純 - E.Bass：美久月千晴 - Guitars：鈴川真樹 - Keyboards：松本晃彦 - A.Piano：中西康晴 - Percussion：中島オバヲ - Synthesizer Operation：大竹徹夫 - Trumpet：数原晋 - Trombone：中川英二郎 - Sax：Jake H. Conception |